# HMS Verden (1706)
HMS Verden (1706) (рус. Эзель) — шведский 52-пушечный парусный линейный корабль 4 ранга, спущенный на воду 22 октября 1706 года.
Во время своей службы, с 1706 по 1754 год, «Верден» входил в состав шведского флота. Принимал участие в нескольких морских кампаниях: в 1710 году в сражении в Кёге-бухте, в 1713 году участвовал в стычке при Гогланде, в сражении при Рюгене в 1715 году. В 1720—1721 и 1741—1742 годах входил в состав объединённого флота. В 1730 году участвовал в экспедиции в Алжир.
Исключён из состава флота в 1754 году.